# 菲茨傑拉德海崖
74°3′S 77°20′W / 74.050°S 77.333°W
菲茨傑拉德海崖（英語：FitzGerald Bluffs）是南極洲的海崖，位於帕爾默地，處於斯諾冰原島峰以南56公里，長17公里，由美國探險隊發現，現時由南極條約體系管理。